# Station Skoroszyce
Station Skoroszyce is een spoorwegstation in de Poolse plaats Skoroszyce.